# Maria Dank
Maria Dank (* 21. März 1907 in Schaaksvitte; † 7. November 2009 in Dessau-Roßlau) war eine deutsche Politikerin (SED). Sie war Landrätin des Saalkreises und Oberbürgermeisterin der Stadt Dessau.

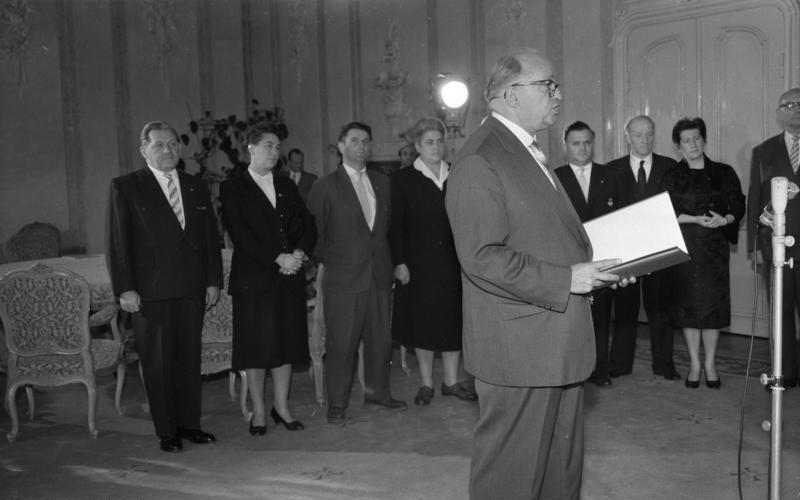
Maria Dank (Bildmitte)

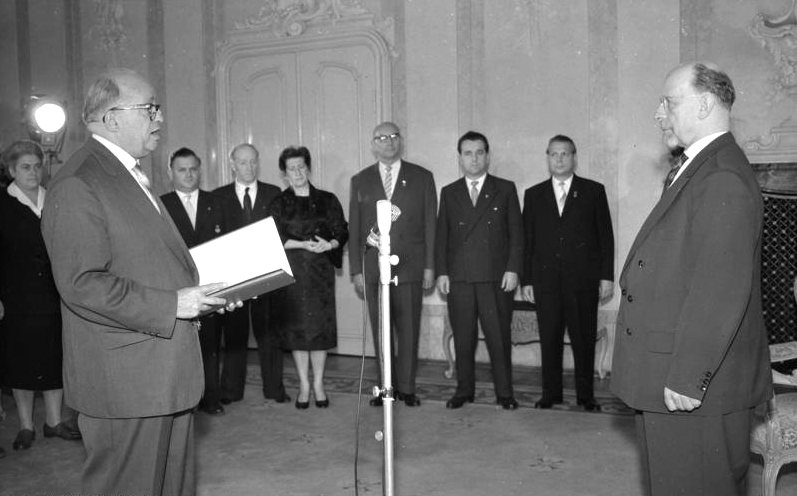
Maria Dank (links)

## Leben
Die Tochter eines Landarbeiters wuchs in Schaaksvitte am Kurischen Haff und in Rossitten auf der Nehrung auf. Der Vater zog mit der Familie nach Königsberg. Da sie nach dem Besuch der Mittelschule in Königsberg keine Lehrstelle bekam, ging sie zurück zum Großvater auf die Kurische Nehrung und half ihm beim Fischfang. Später fand sie eine Arbeitsstelle als Transportarbeiterin in einer Zellstofffabrik in Königsberg.
Seit ihrem 13. Lebensjahr war sie in der Arbeitersportbewegung aktiv. Vom Arbeitersportverein wurde sie auf eine Arbeiterturn- und Sportschule geschickt und arbeitete bis 1933 als Sportlehrerin. Nach der „Machtergreifung“ der Nationalsozialisten wurde sie entlassen und leistete illegale Arbeit unter den Fischern der Kurischen Nehrung. Sie wurde Hilfsarbeiterin in einer Bürstenfabrik und 1935 in eine Munitionsfabrik zwangsverpflichtet. Dort musste sie 30 Meter unter der Erde schwere körperliche Arbeit verrichten. Von 1942 bis 1945 war sie mehrfach in Haft. Das Kriegsende erlebte sie an Hungertyphus erkrankt in Königsberg. Im Krieg hatte sie ihren Mann und ihren Bruder verloren. In dem sowjetischen Lazarett Maraunenhof wurde sie gesund gepflegt.
Im Jahre 1946 ging Dank in die Sowjetische Besatzungszone und wurde Mitglied der SED. Sie arbeitete zunächst als Instrukteurin bei der Industriegewerkschaft Handel und Versorgung, dann als Instrukteurin in der Stadtverwaltung Halle (Saale). Am 15. Januar 1951 wurde sie als Landrätin im Saalkreis eingesetzt und am 1. November 1951 zur Oberbürgermeisterin der Stadt Dessau gewählt. Sie war Nachfolgerin von Lisa Krause, die ebenfalls Umsiedlerin und Tochter eines Arbeiters war. Während ihres einjährigen Studiums an der Parteihochschule „Karl Marx“ zwischen April 1955 und März 1956 wurde sie von Paul Zabel im Amt vertreten. Maria Dank wurde 1961 als Oberbürgermeisterin abgelöst. Von 1951 bis 1966 war sie Mitglied der SED-Kreisleitung Dessau und von 1955 bis 1963 der SED-Bezirksleitung Halle.
Maria Dank war später an einer Dessauer Oberschule tätig. Noch als 80-Jährige fuhr sie jeden Tag zehn Kilometer mit dem Fahrrad. Sie starb im Alter von 102 Jahren.

## Auszeichnungen
- Clara-Zetkin-Medaille (1958)
- Ehrentitel Verdienter Aktivist (1960)
- Vaterländischer Verdienstorden in Gold (1987)